# Starmelt
Starmelt è un Ep della band norvegese Motorpsycho pubblicato nel 1997.

## Tracce
1. Starmelt / Lovelight – 3:53
2. Up Our Sleeves – 3:36
3. Wishing Well – 5:07
4. Flick of the Wrist – 8:52
5. Instamatic – 3:07

## Formazione
- Bent Saether / voce, basso, chitarra, piano, percussioni, mellotron, taurus, piano rhodes
- Hans Magnus Ryan / chitarre, voce, basso, taurus, piano, organo, vibrafono, percussioni
- Haakon Gebhardt / batteria, banjo, piano, voce, percussioni

e con:
- Ole Henrik Moe / sega alto e soprano, piano, violino
- Helge Sten / oscillatori, echoplex, reverators, ring modulators